# Козунак

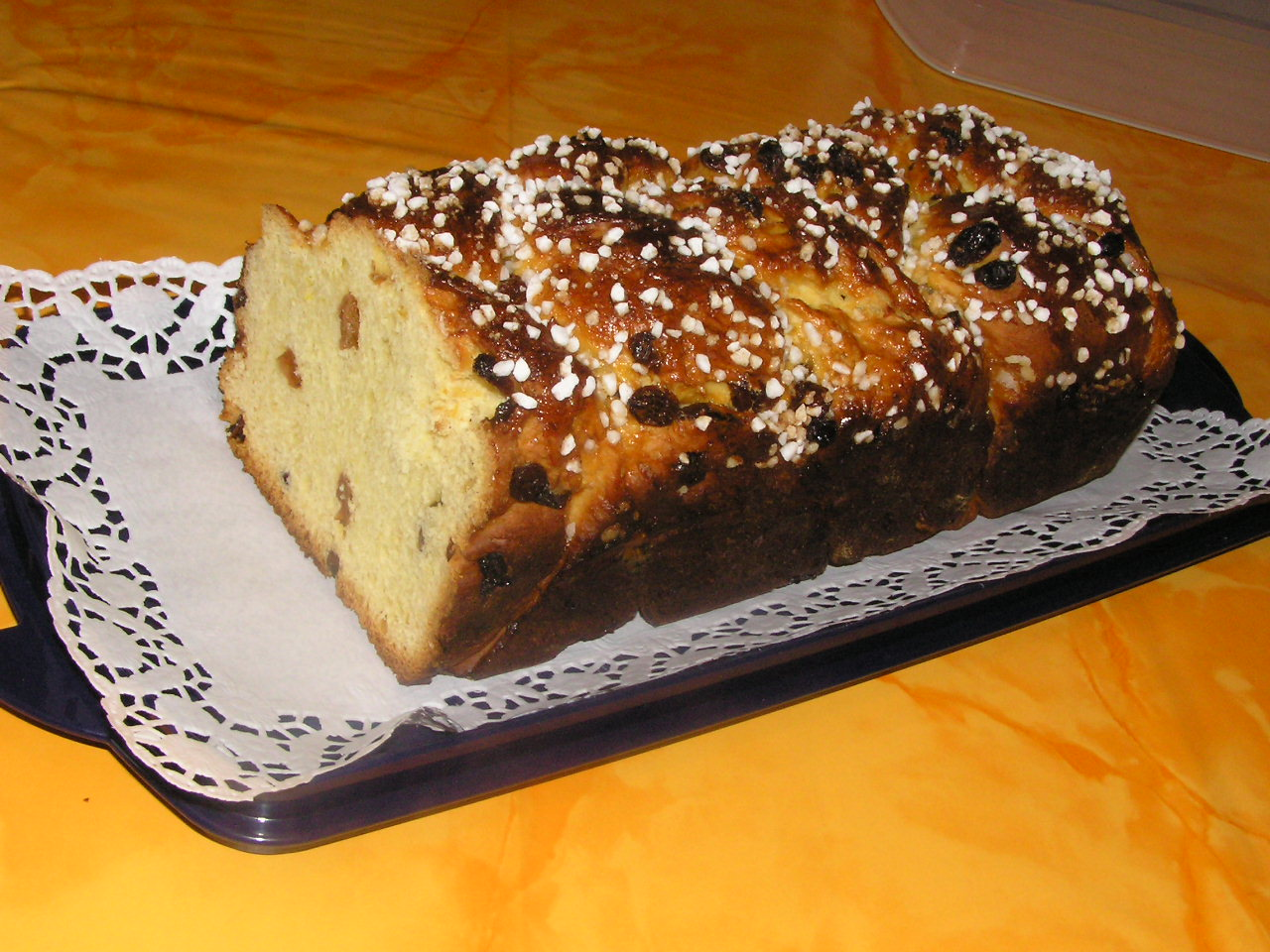
Козунак с изюмом, на вышитой салфетке

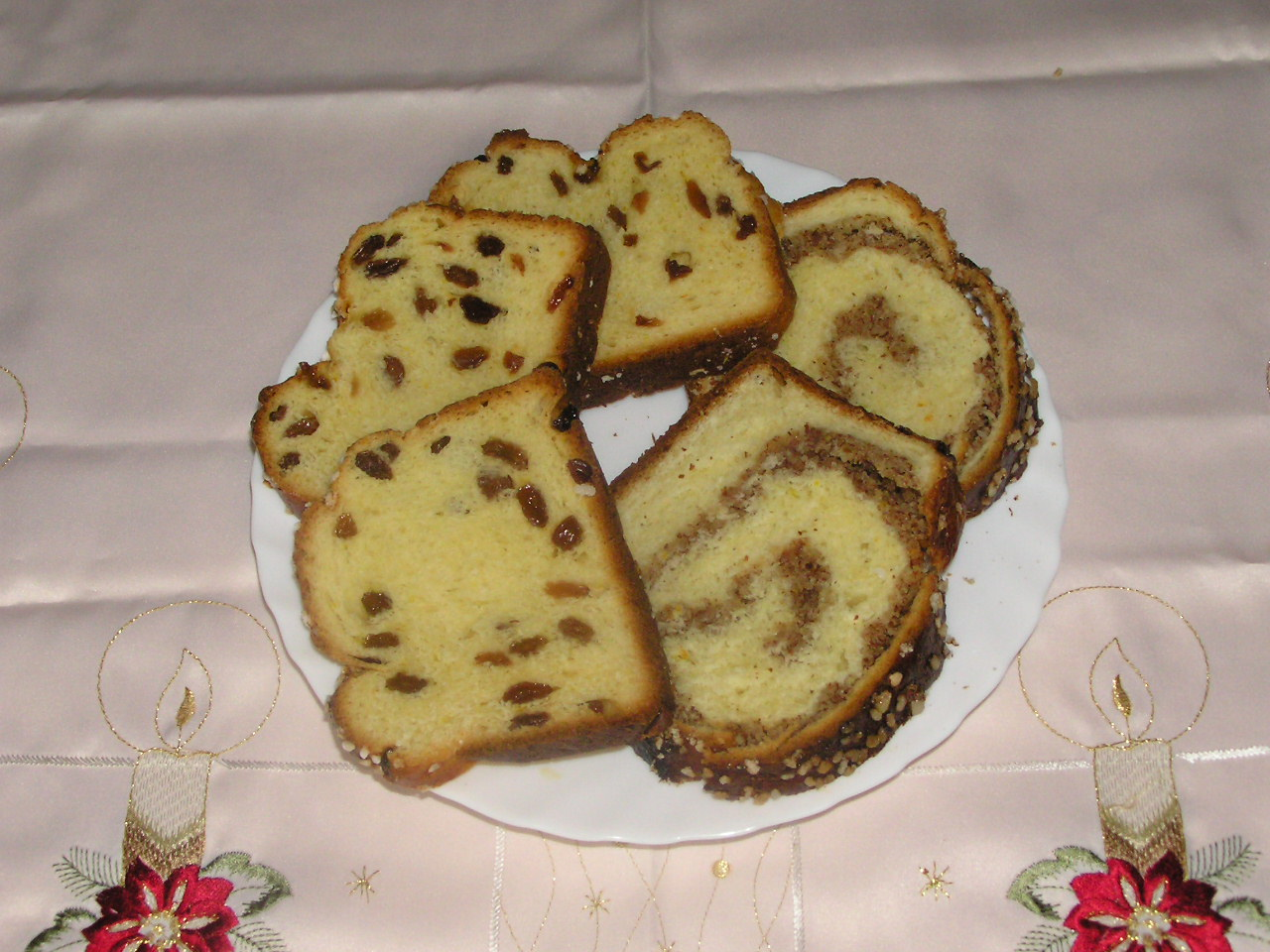
Козунак с изюмом и грецким орехом

Козунак (болг. Козунак, Великденски козунак) — традиционный румынский, молдавский и болгарский пасхальный хлеб. Русский аналог — кулич, украинский и белорусский — паска.
Основными ингредиентами являются мука, молоко, сахар, яйца, сливочное масло, дрожжи.
С точки зрения формы этот пирог может быть прямой или лепешкой, простой или плетеный, а с точки зрения наполнения — простой или заполненный.
Заполнение может содержать орехи, арахис, мак, изюм, рахат-лукум, фруктовый сахар (сушеный), свежий творог (так обычно готовят на Пасху), какао, мармелад или комбинации этих ингредиентов: из грецких орехов и мака, орехов и какао, изюма с мёдом, сладкого сыра и изюма, и т. д.